# Олсон, Джон Мэлвин
Джон Мэлвин Олсон (англ. John Melvin Olson; 18 сентября 1929, Ниагара-Фолс, Нью-Йорк — 2 июля 2017, Истгемптон, Массачусетс) — американский биофизик и пионер-исследователь фотосинтеза. Обнаружил и охарактеризовал светособирающие комплексы зеленых серобактерий. 
В 1962 году Олсон открыл и охарактеризовал белково-пигментный комплекс зеленых серобактерий (Chlorobiota), который впоследствии был назван в его честь комплексом Фенна-Мэттьюза-Олсона. В 1980-х годах интенсивно изучал самосборку бактериохлорофилла в хлоросомах зеленых серных и зеленых несерных бактерий.